# Sekt

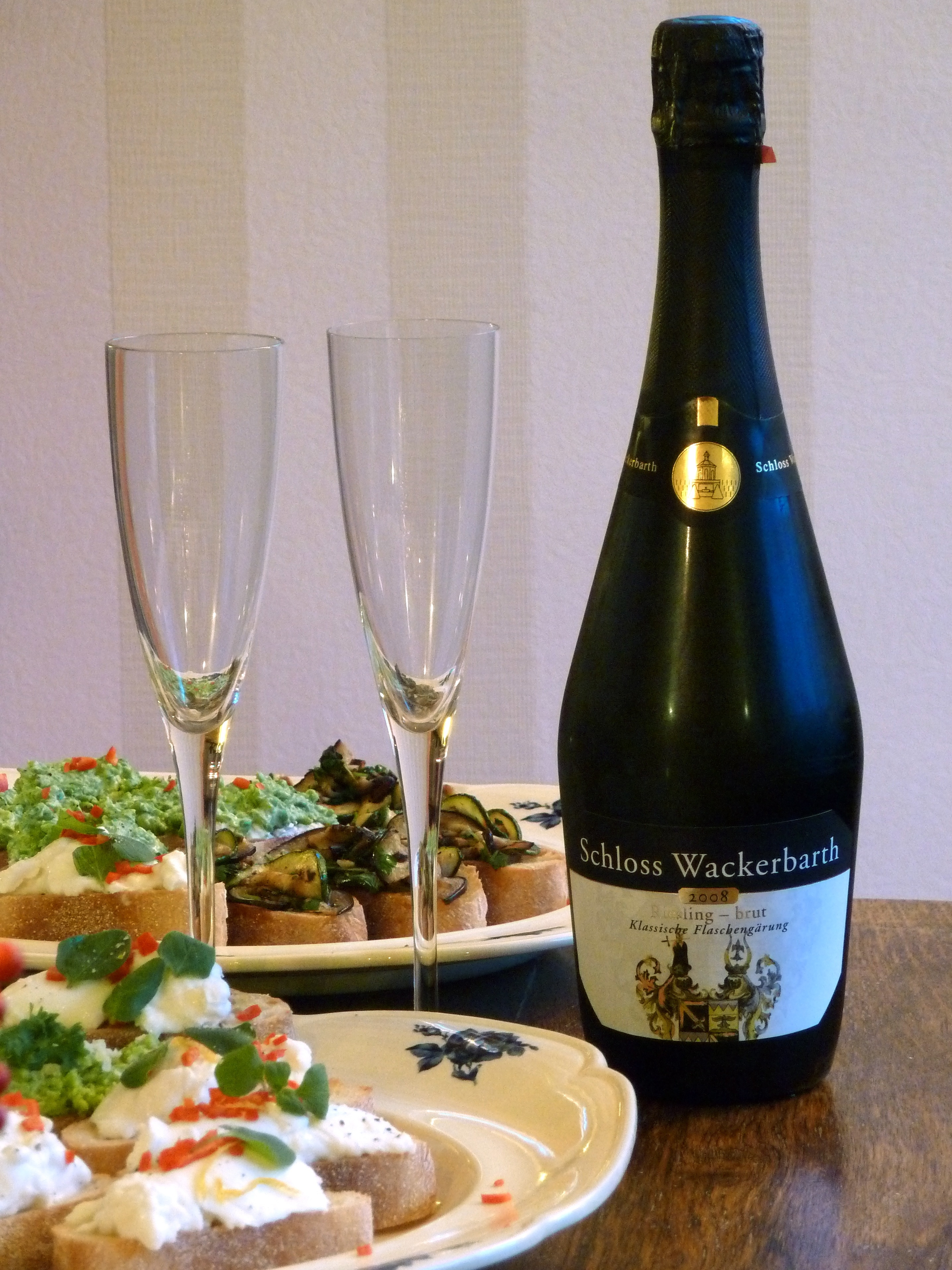
Duitse sekt uit Saksen hier gebotteld in een Sachsenkeule

Sekt is de Duitse naam voor mousserende wijn in Duitsland, Oostenrijk en Tsjechië.
Vroeger werden de druiven voor Duitse Sekt vaak uit het buitenland geïmporteerd. Tegenwoordig mogen deze voor de "Deutscher Sekt" alleen uit Duitse wijngaarden komen. Meerdere druivenrassen – zowel witte als blauwe – zijn geschikt voor de vinificatie van Sekt. De Riesling-druif is onder de hogere klasse het meest populair.
Kwaliteit-Sekt wordt aangeduid met de term VDP Sekt of VDP Sekt Prestige. Het VDP staat voor Verband Deutscher Prädikats- und Qualitätsweingüter. Dit verband houdt toezicht op de kwaliteitsregels voor het maken van wijnen in Duitsland. Kwaliteit-Sekt wordt gemaakt volgens de méthode traditionnelle – in het Duits "Klassische Flaschengärung".
In 2020 zijn de regels voor Sekt aangescherpt. Daarvoor werden wijnen geclassificeerd van laag naar hoog als Deutscher Sekt, Sekt bestimmte Anbaugebiete (Sekt bA), Erste Lage en Grosse Lage. Nu gelden er 2 classificaties: VDP Sekt en VDP Sekt Prestige.
Er mag in Duitsland ook Sekt gemaakt worden op de Tankmethode, ook wel Charmat methode of Cuve close, of op de transfermethode of transvasiermethode. Er mag dan geen VDP op het etiket staan.
Sekt wordt vaak verward met Schaumwein en Perlwein.
Schaumwein is weliswaar een algemene benaming voor mousserende wijn, maar wordt voor kwaliteitssekt doorgaans niet gebruikt.
De meeste Schaumwein – schuimwijn – wordt gemaakt volgens de méthode gazéifiée. Dat is "stille" wijn waar koolzuur later aan toegevoegd is. De koolzuurdruk in een fles schaumwein ligt boven de 3 bar.
Perlwein – parelende wijn – heeft een nog lagere druk van maximaal 2,5 bar in de fles. Ook het alcoholpercentage ligt bij deze wijn lager, zo rond de 7%.
Door deze verwarring heeft "Sekt" – ook in het hogere marktsegment – vaak nog de naam goedkoop dan wel eenvoudig te zijn.
Oostenrijkse Kwaliteit-Sekt begint bij Sekt g.U. Klassik, met opvolgend Sekt G.U Reserve en Sekt g.U. Grosse Reserve. Deze wijnen worden gemaakt op de méthode traditionnelle. Sekt en Sekt g.U. wordt net als Duitse Sekt gemaakt op de méthode gazéifiée.
Bohemia Sekt is de naam van de mousserende wijn uit Tsjechië. Ook hier is er een lange traditie. Onder andere volgende druiven worden gebruikt: Welschriesling, Chardonnay en Grüner Veltliner.

## Sekt vs Champagne
Er zijn wereldwijd veel wijngebieden die goede mousserende wijn maken. Zo ook in Duitsland.
Mousserende wijn is het meest bekend onder de naam Champagne, maar dat is een beschermde herkomstbenaming met een lange historie. Vanwege deze historie, de opgebouwde reputatie en dat daardoor meer vraag dan aanbod is ontstaan, liggen de prijzen zo veel hoger dan in andere wijngebieden.